# Text Records
Text Records est un label indépendant anglais fondé par Kieran Hebden. 